# Ривкін Іван Іванович
Іван Іванович Ривкін (25 жовтня 1905, село Підгородня Слобода Городенської волості Льговського повіту Курської губернії, тепер Льговського району Курської області, Російська Федерація — 19 листопада 1971, місто Москва, Російська Федерація) — радянський комуністичний діяч, секретар ЦК КП(б) Молдавії. 

## Життєпис
Народився в селі Підгородня Слобода Городенської волості Льговського повіту (за іншими даними — в місті Льгові) Курської губернії в родині столяра. У 1918 році закінчив початкове парафіяльне училище в селі Підгородня Слобода.
У жовтні 1919 — вересні 1920 року — чорнороб Льговського лісопильного заводу. У 1920 році вступив до комсомолу.
З вересня по грудень 1920 року працював розсильним Льговського повітового військкомату.
У грудні 1920 — вересні 1922 року — керуючий справами, інструктор Льговського повітового комітету комсомолу (РКСМ).
У вересні 1922 — лютому 1924 року — слухач Курської губернської радпартшколи.
У лютому 1924 — квітні 1925 року — завідувач агітаційно-пропагандистського відділу, завідувач економічно-правового відділу Льговського повітового комітету комсомолу (РЛКСМ).
Член РКП(б) з вересня 1924 року.
У квітні 1925 — липні 1926 року — завідувач кінопересувки Воронезького губернського політпросвітвідділу.
У липні 1926 — грудні 1927 року — завідувач партійної школи і показової пересувки політпросвітвідділу Воронезького повітового комітету ВКП(б).
У грудні 1927 — вересні 1929 року — завідувач адміністративно-господарської частини Воронезької губернської радпартшколи.
У вересні 1929 — вересні 1930 року — завідувач Усманського окружного партійного кабінету і голова бюро самоосвіти Усманського окружного комітету ВКП(б) Центральночорноземної області.
У вересні 1930 — лютому 1933 року — студент Воронезького обласного комуністичного університету.
У лютому 1933 — січні 1935 року — помічник начальника політичного відділу по комсомолу машинно-тракторних станції (МТС) села Крупець Рильського району і села Щуче Ліскинського району Центральночорноземної області.
З січня по вересень 1935 року — завідувач трирічного відділення Вищої комуністичної сільськогосподарської школи у Воронежі.
У вересні 1935 — березні 1938 року — слухач історико-партійного Інституту червоної професури в Москві.
У березні 1938 — квітні 1939 року — відповідальний організатор відділу керівних партійних органів ЦК ВКП(б).
У квітні 1939 — квітні 1944 року — відповідальний організатор Управління кадрів і організаційно-інструкторського відділу ЦК ВКП(б).
З 1941 року — в московській дивізії народного ополчення Червоній армії. Учасник німецько-радянської війни.
27 червня 1944 — 27 січня 1945 року — 3-й секретар ЦК КП(б) Молдавії.
У грудні 1944 — грудні 1948 року — завідувач організаційно-інструкторського відділу Гродненського обласного комітету КП(б) Білорусії.
У грудні 1948 — лютому 1952 року — завідувач сектора інформації, завідувач секретаріату Ради у справах колгоспів при Уряді СРСР.
У березні 1952 — квітні 1953 року — старший консультант Міністерства сільського господарства і заготівель (Міністерства бавовництва) СРСР.
У квітні 1953 — січні 1961 року — начальник відділу молодих спеціалістів Президії Академії наук СРСР, старший інспектор-консультант управління кадрів Управління справами Академії наук СРСР.
З січня 1961 року — персональний пенсіонер союзного значення в Москві. З листопада 1963 по листопад 1971 року — позаштатний інструктор особливого сектора Московського міського комітету КПРС.
Помер 19 листопада 1971 року в Москві.

## Звання
- старший політрук
- майор інтендантської служби

## Нагороди
- орден Червоної Зірки (20.04.1944)
- ордени
- медаль «За оборону Москви»
- медалі